# Denial (película)

Denial (Negación en España) es una película dramática britanoestadounidense de 2016 dirigida por Mick Jackson, basada en el libro History on Trial: My Day in Court with a Holocaust Denier de Deborah Lipstadt. Está protagonizada por Rachel Weisz, Tom Wilkinson, Timothy Spall y Andrew Scott (actor). La película narra el caso de Irving v Penguin Books Ltd, donde Lipstadt, una estudiosa del Holocausto, fue demandada por el escritor David Irving por difamación, pues Lipstadt lo acusó de manipular información acerca del hecho.
La cinta fue estrenada en el Festival Internacional de Cine de Toronto el 11 de septiembre de 2016. Tuvo su estreno en las salas de cine en Estados Unidos por Bleecker Street el 30 de septiembre de 2016 y en Reino Unido por Entertainment One el 27 de enero de 2017.

## Argumento
David Irving, un escritor británico especialista en la Alemania nazi decide interrumpir a Deborah Lipstadt, profesora de la cátedra en Estudios del Holocausto, mientras pronuncia una conferencia. Este escritor presenta una demanda contra ella y su editor por acusarle en sus libros de ser un negacionista del Holocausto. Dado que en el Reino Unido la obligación de probar los hechos en los casos de difamación recae en el demandado, Lipstadt, junto con su equipo jurídico liderado por los abogados Anthony Julius y Richard Rampton, se ve obligada a demostrar que Irving mintió sobre el Holocausto.
A fin de preparar su defensa, Lipstadt visita, en compañía de Rampton, el emplazamiento del campo de concentración de Auschwitz, situado en Polonia. Se une a la expedición el profesor Robert van Pelt, quien les ofrece explicaciones sobre el funcionamiento de las cámaras de gas. Al mismo tiempo, el equipo de investigación examina los diarios personales de Irving, que resultan ser de gran extensión. Lipstadt se muestra molesta ante las preguntas, en su opinión irrespetuosas, que le formula Rampton, por lo que el equipo decide limitar el grado de participación de esta en el caso, argumentando que su implicación reduce las posibilidades de ganar el juicio. Entretanto, algunos miembros de la comunidad judía británica le suplican a Lipstadt que llegue a un acuerdo extrajudicial con Irving para evitar darle publicidad. El caso comienza con buenos indicios para Lipstadt, puesto que sus abogados convencen al escritor, apelando a su ego, de que acepte un juicio ante un magistrado en lugar de uno ante un jurado popular, al que podría haber manipulado en su beneficio.
Irving asume su propia representación legal, enfrentándose al equipo jurídico de Lipstadt y tergiversando las pruebas que se han presentado para la defensa. En un momento dado, Lipstadt es abordada por un superviviente del Holocausto que le ruega que le conceda la oportunidad de testificar, pero sus asesores y abogados insisten en que el juicio debe centrarse exclusivamente en Irving.
Irving intenta desacreditar las pruebas del profesor van Pelt sobre la existencia de cámaras de gas en Auschwitz, afirmando que no había agujeros en el techo para introducir los cristales de gas Zyklon B. Su frase "sin agujeros no hay Holocausto" domina la cobertura mediática. Lipstadt, enfurecida, exige que se le permita a ella y a los supervivientes del Holocausto subir al estrado. Julius replica airadamente que Irving no haría más que humillar y utilizar a una superviviente en un contrainterrogatorio, como ya había hecho anteriormente. Rampton se persona en casa de Lipstadt para explicarle su enfoque y gana su confianza. En el juicio, somete a Irving a un hábil contrainterrogatorio y expone sus afirmaciones como absurdas, mientras que el testimonio experto de académicos de renombre como Richard J. Evans manifiesta la deformación contenida en los escritos de Irving.
Al concluir el juicio, el juez, Charles Gray, inquieta a la defensa sugiriendo que, si Irving cree realmente en sus propias afirmaciones, no puede estar mintiendo tal y como afirmaba Lipstadt. Sin embargo, Gray finalmente falla a favor de la defensa, convencido de la veracidad del retrato que Lipstadt ofrece, presentando a Irving como un embustero. Lipstadt es aclamada por su actitud digna, mientras que su equipo legal le recuerda que, a pesar de su silencio durante el juicio, fueron sus escritos los que rebatieron las mentiras de Irving y sentaron las bases de la victoria. En una rueda de prensa, Lipstadt elogia a sus abogados por su estrategia.

## Reparto
● Rachel Weisz como Deborah Lipstadt
● Tom Wilkinson como Richard Rampton                                             
● Timothy Spall como David Irving
● Andrew Scott como Anthony Julius                                                 
● Jack Lowden como James Libson                                                  
● Caren Pistorius como Laura Tyler                                                     
● Alex Jennings como Sir Charles Gray                                                                                                
● Mark Gatiss como Robert Jan van Pelt
● Andrea Deck como Leonie
● Sally Mesham como Meg
● Sean Power como Mitch
● John Sessions como Profesor Richard Evans
● Nikki Amuka-Bird como Lilly Holbrook
● Harriet Walter como Vera Reich

## Producción
En abril de 2015, Hilary Swank y Tom Wilkinson fueron seleccionados para protagonizar la película, basada en el libro History on Trial: My Day in Court with a Holocaust Denier de Deborah Lipstadt, con Mick Jackson como director y Gary Foster y Russ Krasnoff en la producción bajo su firma Krasnoff/Foster Entertainment con Shoebox Films. La financiación de esta película se llevó a cabo por la productora Participant Media y BBC Films. En noviembre de 2015, Rachel Weisz sustituyó a Swank y Timothy Spall se unió al reparto, con     Bleecker Street distribuyendo la película. En diciembre de 2015, Andrew Scott, Jack Lowden, Caren Pistorius, Alex Jennings y Harriet Walter se unieron al reparto. Howard Shore compuso la banda sonora de la película.
El rodaje comenzó en diciembre de 2015 y concluyó a finales de enero de 2016. Denial se filmó en Londres y en el Museo Estatal de Auschwitz-Birkenau, Polonia.

## Recepción

### Recepción crítica
Denial recibió críticas positivas. En el sitio web de revisión y reseñas para cine y televisión Rotten Tomatoes, la película tiene un índice de aprobación de 82%, basado en 170 críticas, con una nota media de 6,80/10. Este sitio web transmite, "Si bien Denial no hace justicia a su increíble historia, se acerca lo suficiente como para ofrecer un drama satisfactorio e impactante – y otra poderosa actuación de Rachel Weisz." En Metacritic, la película tiene una puntuación de 63 sobre 100, basada en 34 críticas, lo que indica "críticas generalmente favorables".

## Premios
| Premio                                 | Fecha de ceremonia    | Categoría                | Destinatario(s)                         | Resultado | Referencia(s) |
| -------------------------------------- | --------------------- | ------------------------ | --------------------------------------- | --------- | ------------- |
| AARP Annual Movies for Grownups Awards | 6 de febrero de 2017  | Mejor actor de reparto   | Timothy Spall                           | Nominado  |               |
| British Academy Film Awards            | 12 de febrero de 2017 | Mejor película británica | Gary Foster, David Hare y Russ Krasnoff | Nominado  |               |